# Burgesroth und Laubwälder bei Ballenstedt
Burgesroth und Laubwälder bei Ballenstedt bezeichnet ein FFH-Gebiet in der Kleinstadt Ballenstedt im Landkreis Harz in Sachsen-Anhalt.

## Allgemeines
Das FFH-Gebiet ist circa 620 Hektar groß. Es überlagert sich mit dem EU-Vogelschutzgebiet „Nordöstlicher Unterharz“ und dem Landschaftsschutzgebiet „Harz und nördliches Harzvorland“ und umfasst das Naturdenkmal „Wolfgangshöhe Ballenstedt“. Ein Teil des FFH-Gebietes im Südwesten ist als Naturschutzgebiet „Burgesroth–Bruchholz“ ausgewiesen. Es ist durch die Landesverordnung zur Unterschutzstellung der Natura 2000-Gebiete im Land Sachsen-Anhalt (N2000-LVO LSA) seit dem 21. Dezember 2018 rechtlich gesichert. Zuständige untere Naturschutzbehörde ist der Landkreis Harz.

## Beschreibung
Das FFH-Gebiet liegt südwestlich von Ballenstedt im Naturpark Harz/Sachsen-Anhalt. Es umfasst Laubwälder auf dem Ramberg im Nordosten des Harzes. Vorherrschende Waldgesellschaft ist der Labkraut-Eichen-Hainbuchenwald, der neben Eichen und Hainbuchen aus Gemeiner Esche, Elsbeere und Ahornarten aufgebaut ist. Die Rotbuche dringt in die Waldgesellschaft ein. In der Krautschicht siedeln Waldreitgras, Einblütiges Perlgras, Buschwindröschen, Maiglöckchen und Hohler Lerchensporn. Teilweise stocken auch von Rotbuche dominierte Hainsimsen- bzw. Waldmeister-Buchenwälder. In der Krautschicht siedeln beispielsweise Weißliche Hainsimse, Goldnessel und Waldveilchen. An Quellen und Bächen sind auch Erlen-Eschenwälder ausgebildet, in deren Krautschicht Winkelsegge, Zittergrassegge und Frauenfarn zu finden ist. Die Bachläufe, die teilweise zu Teichen aufgestaut sind, werden abschnittsweise von feuchten Hochstaudenfluren begleitet. Kleinflächig sind Wiesen mit Trollblume und Fuchs’ Knabenkraut sowie Felsen mit Felsspaltenvegetation, beispielsweise Nördlicher und Braunstieliger Streifenfarn, ausgebildet.
Das FFH-Gebiet beherbergt unter anderem Vorkommen von Mauersegler, Wasseramsel, Mittelspecht, Schwarzspecht, Grauspecht, Wendehals, Rotmilan, Baumfalke und Neuntöter. Weiterhin ist es Lebensraum verschiedener Fledermausarten sowie von Wildkatze und Luchs.
Durch das größtenteils von weiteren Wäldern umgebene FFH-Gebiet verlaufen mehrere Verkehrswege, darunter die Bundesstraße 185. Im Nordosten grenzt das FFH-Gebiet an die Ortslage von Ballenstedt.